# McDonnell Douglas MD 500 Defender
McDonnell Douglas MD 500 Defender - це багатофункціональний військовий вертоліт на основі легкого багатоцільового вертольоту MD 500.

## Проектування і розробка
Оригінальний вертоліт OH-6 Cayuse довів свою корисність під час війни у В'єтнамі як легкого вертольота. Конструктори компанії Hughes розуміли, що існує попит на легкі багатоцільові вертольоти з покращеним обладнанням ніж у OH-6 та Model 500M. Результатом проектування став вертоліт Model 500MD Defender який вперше піднявся у повітря у 1976. Його бачили у багатьох ролях в тому числі як неозброєного спостерігача і озброєного розвідувального вертольота з протитанковими ракетами TOW. Версія мисливця за субмаринами мала пошуковий радар, детектор магнітних аномалій і можливість перевозити легкі авіаційні торпеди.
Вертоліт набув популярності серед користувачів, наприклад Кенія, які могли придбати ударний вертоліт за ціною яка складала половину вартості ганшипів, таких як AH-1 Cobra або AH-64 Apache. Ізраїль широко використовував Defender під час конфліктів наприкінці 1970 та початку 1980 проти збройних сил Сирії.
Defender був пізніше побудований як покращена версія MD530MG, з більш потужним двигуном, покращеним керуванням, авіонікою та переробленою передньою частиною фюзеляжу. Більш пізні розробки включали приціл встановлений на щоглі.
У грудні 2012, Боїнг представив свою Unmanned Little Bird армії Південної Кореї. Безпілотний вертоліт провів у повітрі 25 хвилин.  Метою демонстрації було показати можливості використання технологій дистанційного керування, у таких завданнях як розвідка, спостереження , рекогносцировка та доставка боєприпасів, які можна встановити на армійські вертольоти MD 500. У жовтні 2015 KAL-ASD представили макет безпілотного MD 500, під назвою KUS-VH, який має затемнені вікна, великий паливний бак замість заднього сидіння для збільшення часу польоту до 4 годин і озброєння з двох ракет Hellfire і підвіски НАР 2.75 in.  Незважаючи на відсутність офіційного запиту, компанія стверджує, що створення безпілотних вертольотів це дешевий спосіб використання списаних машин для використання їх як штурмовиків. Пізніше було розпочато літні випробування які буде завершено через два роки.
MD Helicopters представила версію під назвою MD 540F для участі у програмі армії США Озброєний повітряний розвідник.  Через це Боїнг спробував блокувати участь MD Helicopters у програмі, посилаючись на угоду між компаніями від 2005 відносно Mission Enhanced Little Bird яка брала участь у програмі Озброєний розвідувальний вертоліт.  В рамках спільного підприємства, MD Helicopters продали інтелектуальну власність розробникам вертольотів.  Обидві компанії втратили ставку і програму відмінили  Потім MD Helicopters відновив плани по просуванню MD 540F у програмі ОПР у квітні 2012, Боїнг заявив, що вони не мають права продавати будь-який літальний апарат "схожої конфігурації" будь-якій американській або іноземній військовій організації. Боїнг запропонували свій AH-6 для участі у змаганні.  MD Helicopters попросили Боїнг не забороняти попередні замовлення на поставки до збройних сил та урядів Японії, Йорданії та Італії, а також до військ спеціального призначення США і місцевих департаментів поліції.  Заборони на продаж літальних апаратів які схожі на Little Bird, місцевим або іноземним користувачам, викинуть компанію з бізнесу.  У липні 2013 федеральний суд постановив, що не можна забороняти MD Helicopters пропонувати їхні літальні апарати. Програма ОПР була закрита наприкінці 2013.

## Варіанти

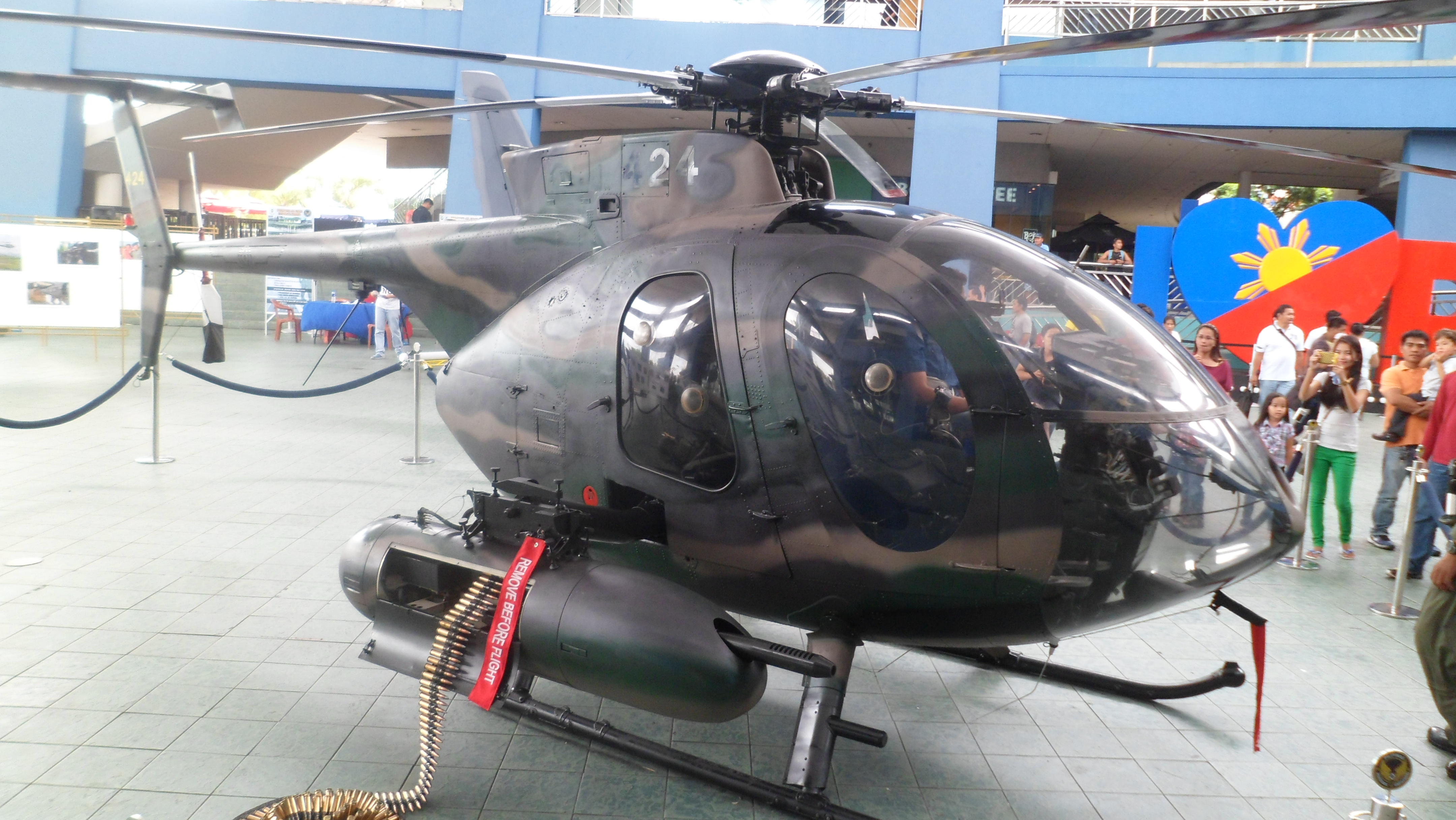
Легкий ударний вертоліт філіппінських ВПС MD-520MG

500D Scout Defender
Озброєна розвідувальна версія
500M Defender
Військова експортна версія 500 та 500C, побудовані за ліцензією компаніями Kawasaki у Японії (як OH-6J) та Breda Nardi у Італії.
500M/ASW Defender
Експортний варіант для іспанського флоту.
NH-500E built under license by Breda Nardi (Agusta) since 1990
NH-500M Defender
Італійська версія 500M Defender. Ліцензована компанії Breda Nardi до злиття з Agusta.
500MD Defender
Військова версія 500D. У період з 1976 по 1984 повітряна дивізія корейських ВПС отримала 200 вертольотів. 50 мали на озброєнні ПТКР TOW, а 150 вертольотів використовували як патрульні й транспортні.
500MD/ASW Defender
Військово-морська версія 500MD Defender.
500MD/TOW Defender
Протитанкова версія 500MD Defender, озброєна ПТКР TOW.
500MD/MMS-TOW Defender
Протитанкова версія з щогловим прицілом, озброєна ПТКР TOW.
500MD Quiet Advanced Scout Defender
З обладнанням придушення шумів.
500MD Defender II
Покращена версія.
500MG Defender
Військова версія 500E.
520MG Defender
Філіппінська військова версія. Версія для спеціальних військ. Модифікований 500MG Defender який несе кулемети .50 калібру і 7-трубний блок НАР. Може використовуватися як легкий ударний вертоліт.
520MK Black Tiger
Військовий варіант для Південної Кореї, побудований для Корейської аерокосмічної авіадивізії

530MG Defender
Військова версія 530F.
MD530 Nightfox
Нічна ударна версія.
MD530MG Paramilitary Defender
Поліцейська або прикордонна версія.
MD540F
Оновлений MD530F, з 6-ма лопатями, які повністю зроблені з композитних матеріалів, більш надійні лижі для зльоту і посадки з більш великими вантажами, повністю інтегрованим цифровим склінням кабіни з багатофункціональним кольоровим дисплеєм і нашоломною системою відображення та стеження, яка поєднує в собі ІЧ-камери і лазерний цілевказівник.

## Оператори
Оператори цивільних вертольотів MD 500

### Військові оператори
Афганістан
- ВПС Афганістану — 27 MD530[13]

 Аргентина
- ВПС Аргентини — 12 MD500[14]

 Чилі
- Армія Чилі — 9 MD530[15]

 Колумбія
- ВПС Колумбії — 6[16]

 Сальвадор
- ВПС Ель-Сальвадору — 8 MD500 .[17]

 Фінляндія
- Армія Фінляндії — 2 MD500 [17]

 Італія
- Армія Італії — 44 MD500 [18]

 Японія
Див. Hughes OH-6
 Кенія
- Армія Кенії — MD500[19]

 Республіка Корея
- ВПС Республіки Корея — 25 MD500 [20]
- Армія Республіки Корея — 252 [20]

 Малайзія
- Армія Малайзії — (6 MD-530G on order)[21]

 Мексика
- ВПС Мексики — 15 MD530[22]

 Панама
- Servicio Nacional Aeronaval — 1 MD500[23]

 Філіппіни
- ВПС Філіппін — 25 MD520[23]

 Китайська республіка
- ВМС Республіки Китай — 8[24]

 США
- Армія США — (Lbd A/MH-6)

### Колишні оператори
Аргентина
- Берегова охорона Аргентини [25]

 Хорватія
- ВПС Хорватії [26]

 Ірак
- ВПС Іраку — 103 [27]

 Ізраїль
- ВПС Ізраїлю [28][29]

## Льотно-технічні характеристики(500MD)
Основні характеристики
- Екіпаж: 1-2
- Пасажиромісткість: 5
- Довжина: 7,01 м
- Висота: 2,59 м
- Діаметр несучого гвинта: 8,03 м

- Площа обертання несучого гвинта: 50.60 м²
- Маса порожнього: 599 кг
- Максимальна злітна маса: 1361 кг
- Силова установка: 1 × турбовальний Allison 250-C20B  420 к.с. ( 313 кВт)

Льотні характеристики
- Бойовий радіус: 370 км
- Швидкопідйомність: 503 м/хв (8,4 м/с)

Озброєння
- Стрілецько-гарматне:
- два кулемет 7,62 мм General Electric M134 Minigun або
- Керовані ракети:
- чотири ПТКР TOW або
- чотири ракети "земля-повітря" General Dynamics Стінгер або
- легкі торпеди Mk 44 або Mk 46 або
- Некеровані ракети:
- два 7-трубні блоки НАР Hydra 70